# Serpa plumbea
Serpa plumbea är en insektsart som beskrevs av Walker 1851. Serpa plumbea ingår i släktet Serpa och familjen dvärgstritar. Inga underarter finns listade i Catalogue of Life.